# Opconomma
Opconomma is een geslacht van hooiwagens uit de familie Pyramidopidae.
De wetenschappelijke naam Opconomma is voor het eerst geldig gepubliceerd door Roewer in 1927. 

## Soorten
Opconomma is monotypisch en omvat slechts de volgende soort:
- Opconomma hirsuta